# Щербинки (Московская область)
Щербинки — деревня в Рузском районе Московской области, входит в состав сельского поселения Ивановское. Население 19 человек на 2006 год. До 2006 года Щербинки входили в состав Ивановского сельского округа.
Деревня расположена на северо-западе района, у границы с Волоколамским районом, примерно в 17 километрах к северо-западу от Рузы, на северном берегу Рузского водохранилища, высота центра над уровнем моря 191 м. Ближайшие населённые пункты — деревни Курово и Новокурово — в 1,5 км на северо-восток.

## Достопримечательности
В 3 км к юго-западу от деревни Щербинки, близ бывшей деревни Неждино, на мысу правого, коренного берега реки Руза, левого притока реки Москва (ныне южный берег Рузского водохранилища) находится Неждинское городище.